# Cosmia affinis
Cosmia affinis là một loài bướm đêm thuộc họ Noctuidae. Nó được tìm thấy ở miền trung và miền nam châu Âu, phía bắc đến Đại Anh, Đan Mạch, miền nam Thuỵ Điển đến tận Saint Petersburg. Về phía đông, phạm vi phân bố của nó khắp miền bắc và miền trung châu Á đến tận Nhật Bản. Nó cũng được tìm thấy ở tây bắc châu Phi.
Sải cánh dài 28–33 mm. Con trưởng thành bay từ tháng 6 đến tháng 8 làm một đợt.
Ấu trùng chủ yếu ăn Ulmus nhưng cũng được ghi nhận trên Quercus, Tilia và Prunus spinosa.

## Hình ảnh

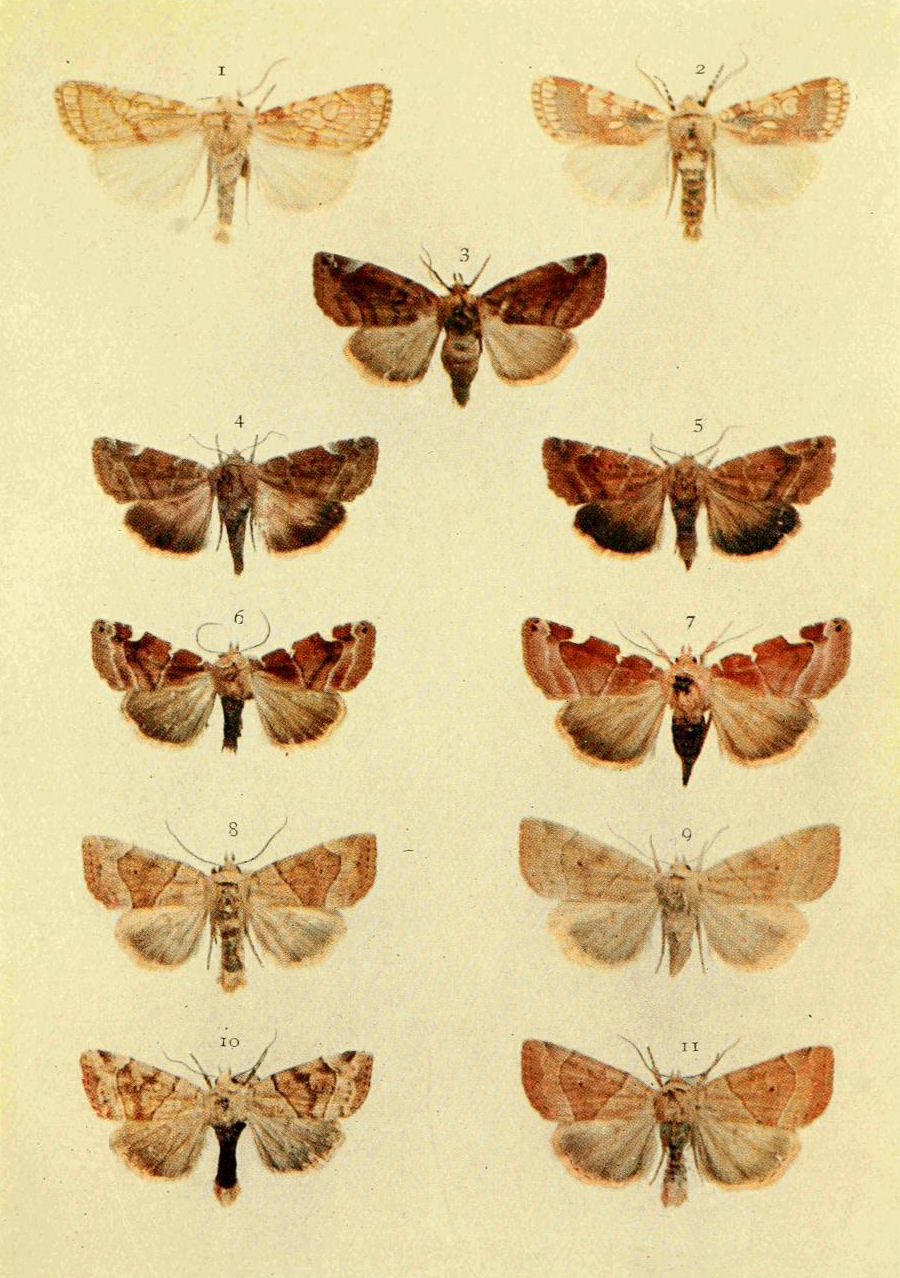